# Сиднейский международный конкурс пианистов
Сиднейский международный конкурс пианистов (англ. Sydney International Piano Competition) — конкурс пианистов — исполнителей академической музыки, проходящий в Сиднее каждые четыре года начиная с 1977 г. Конкурс проводится Австралийской телерадиовещательной корпорацией совместно с Сиднейским университетом и состоит из пяти туров — одна из наиболее длительных программ среди основных фортепианных конкурсов; пятый, финальный тур проходит в Сиднейской опере. В конкурсе участвуют 36 пианистов в возрасте от 17 до 30 лет; победитель конкурса обычно открывает следующее состязание сольным концертом. Все стадии конкурса транслируются по радио в прямом эфире. Создателем конкурса, его бессменным художественным руководителем и председателем жюри был австралийский пианист Уоррен Томсон. Его деятельность во главе конкурса встречала в последнее время всё более сильную критику со стороны других австралийских музыкантов — в частности, в связи с тем, что «его предпочтение русской школе пианизма, с её акцентом на технической подготовленности, быстроте и силе — по мнению некоторых, в ущерб художественной интерпретации» оказывает существенное влияние на итоги конкурса, а в результате австралийские пианисты не имеют в состязании никаких шансов (за всю историю конкурса его никогда не выигрывали местные исполнители). После смерти Томсона в 2015 году конкурс возглавил Пирс Лейн.

## Лауреаты конкурса
| 1977 | Ирина Плотникова (СССР)     |
| 1981 | Ча Чу (Канада)              |
| 1985 | Ду Нину (Китай)             |
| 1988 | Александр Корсантия (СССР)  |
| 1992 | Кун Сяндун (Китай)          |
| 1996 | Сергей Тарасов (Россия)     |
| 2000 | Марина Коломийцева (Россия) |
| 2004 | Джон Чен (Новая Зеландия)   |
| 2008 | Константин Шамрай (Россия)  |
| 2012 | Аван Ю (Канада)             |
| 2016 | Андрей Гугнин (Россия)      |